# Chandrasekhara Raman
Chandrasekhara Venkata Raman (Tamil: சந்திரசேகர வெங்கட ராமன்; Tiruchirappalli, 7 november 1888 – Bangalore, 21 november 1970) was een Indiaas natuurkundige. In 1930 kreeg hij de Nobelprijs voor de Natuurkunde voor zijn ontdekking uit 1928 als licht door transparant materiaal reist, dat een zeer klein deel teruggekaatst wordt met een andere golflengte.

## Biografie
Raman werd geboren in Tiruchirappalli in de deelstaat Tamil Nadu, als zoon van Ramanathan Chandrasekharan Iyer en S. Parvathi Ammal, de dochter van de Sanskriet-geleerde Saptarshi Sastri. Hij was de tweede van acht kinderen. Op jonge leeftijd verhuisde hij naar de stad Visakhapatnam, waar hij de St. Aloysius Anglo-Indian High School bezocht. Op dertienjarige leeftijd werd hij ingeschreven aan het Presidency College van de universiteit van Madras, waar zijn vader hoogleraar wis- en natuurkunde was. In 1904 behaalde hij er zijn bachelor en won hij een gouden medaille in de natuurkunde; in 1907 verkreeg hij er zijn master met de hoogste eer.
Omdat een carrière in wetenschappelijk onderzoek in India onder het Britse koloniaal bewind weinig mogelijkheden bood trad Raman in 1907 toe tot het Brits-Indische Ministerie van Financiën. Hoewel het werk op kantoor het grootste deel van zijn tijd in beslag nam vond hij mogelijkheden om in zijn vrije tijd thuis experimenteel onderzoek te doen en in het laboratorium van de Indian Association for the Cultivation of Science te Calcutta (waarvan hij in 1919 werd benoemd tot eresecretaris).
In 1917 nam hij ontslag als ambtenaar toen Ashutosh Mukherjee van de universiteit van Calcutta hem de nieuw gecreëerde Palitleerstoel in de natuurkunde aanbood, hoewel het salaris de helft was van wat hij daarvoor kreeg van de overheid. Raman nam de baan zonder aarzeling aan.

## Ramaneffect
Tijdens zijn experimenten naar de verstrooiing van licht door moleculen ontdekte hij op 28 februari 1928 het naar hem vernoemde ramaneffect. Als licht door een transparante stof (vast, vloeibaar of gasvormig) reist wordt een klein deel teruggekaatst met een andere golflengte. De golflengte hangt af van de moleculen waar de fotonen tegen botsen. Het was snel duidelijk dat deze ontdekking van grote waarde was, mede omdat het verder bewijs gaf over het kwantumkarakter van licht. Namelijk dat energie geen continue waardeschaal heeft maar wordt opgenomen en afgegeven in veelvouden van ondeelbare eenheden, die kwanta heten. Daarnaast maakt het ramaneffect het mogelijk kwalitatieve en kwantitatieve analyses van moleculen te maken. Het duurde echter tot de ontwikkeling van de laser, voordat daaruit een volwaardige techniek ontstond, de Ramanspectroscopie.
Voor de ontdekking van het naar hem vernoemde effect ontving Raman in 1928 de Matteucci Medal en in 1930 zowel de Nobelprijs voor Natuurkunde als de Hughes Medal. Het jaar daarvoor werd hij geridderd. In 1933 vertrok Raman uit Calcutta en werd de eerste directeur van het Indian Institute of Science in Bangalore. In beide steden leidde hij vele studenten op die later belangrijke posten kregen. De belangrijkste bijdrage uit deze periode was de Raman-Nathttheorie, over de diffractie van licht door ultrasone golven. In 1948 ging hij bij dit instituut met pensioen; een jaar later richtte hij het Raman Research Institute op. Hij diende er als directeur en bleef er actief tot aan zijn overlijden in 1970.
Raman is de oom van Subramanyan Chandrasekhar, die in 1983 de Nobelprijs in de Natuurkunde won. Raman was sinds 6 mei 1907 gehuwd met Lokasundari Ammal (1892-1980), met wie hij twee zonen kreeg: Chandrasekhar en Radhakrishman.
Chandrasekhara Raman werd in 1958 door de Sovjet-Unie geëerd met de Internationale Lenin-Vredesprijs voor de Consolidatie van de Vrede tussen de Volkeren.
In Almere Nobelhorst is een C.V. Ramanstraat.